# Jean-Baptiste Alphonse Karr
Jean-Baptiste Alphonse Karr (n. 24 noiembrie 1808 – d. 29 septembrie 1890) a fost un critic, jurnalist și romancier francez. Fratele lui Eugène a fost un inginer talentat, iar nepoata lui Carme Karr a fost o scriitoare și jurnalistă în La Roche-Mabile.

## Biografie
S-a născut în Paris și a studiat la Colegiul Bourbon, devenind apoi profesor acolo. Unele dintre romanele sale, inclusiv primul, Sous les Tilleuls (1832), au avut caracter autobiografic. Un al doilea roman, Une heure trop tard, a fost publicat în anul următor și a fost urmat de multe alte scrieri populare. Vendredi soir (1835) și Le Chemin le plus court (1836) au continuat să prezinte experiențele personale ale autorului, dobândind succes la public. Geneviève (1838) este una dintre cele mai bune povești ale sale, iar Voyage autour de mon jardin (1845) a fost de asemenea populară. Feu Bressier (1848) și Fort en thème (1853) au avut o oarecare influență în stimularea reformei educației.
În 1839 Alphonse Karr a devenit editor al ziarului Le Figaro, la care fusese un colaborator constant; a inițiat, de asemenea, o revistă lunară, Les Guêpes, cu un acut ton satiric, o publicație care i-a adus reputația unei spirit oarecum amar. Epigramele sale sunt frecvent citate, ca de exemplu „plus ça change, plus c'est la même chose”— tradusă de obicei ca „cu cât se schimbă mai mult, cu atât rămâne la fel” (Les Guêpes, ianuarie 1849). Referitor la propunerea de a elimina pedeapsa capitală, „je veux bien que messieurs les assassins commencent”— „lasă domnii care fac crime să înceapă primii”.
În 1848 a fondat Le Journal. În 1855 s-a mutat la Nisa, unde s-a ocupat de floricultură și a dat numele sale la mai multe specii noi, în special dahlia (New International Encyclopedia). Într-adevăr, el a fondat practic comerțul cu flori pe Riviera franceză. A fost pasionat, de asemenea, de pescuit și în Les Soirées de Sainte-Adresse (1853) și Au bord de la mer (1860) și-a prezentat experiențele sale. Memoriile sale, Livre de bord, au fost publicate în 1879–1880. A murit la  Saint-Raphaël (Var).
Povestirea Les Willis a stat la baza operei Le Villi a lui Giacomo Puccini.
Specia de bambus Bambusa multiplex Alphonse Karr a fost denumită în onoarea sa.

## Romane
- Sous les Tilleuls (1832)
- Une heure trop tard (1833)
- Vendredi soir (1835)
- Le chemin le plus court (1836)
- Geneviève (1838)

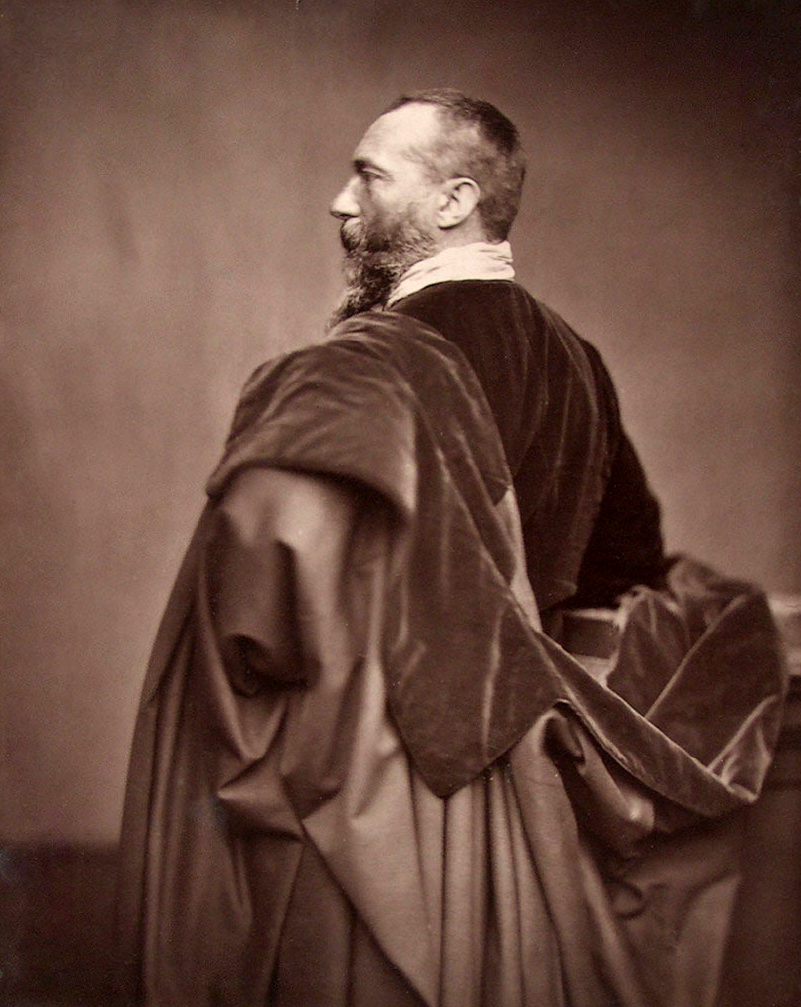
Fotografie a lui Karr ,circa 1870. Realizată de Antoine Samuel Adam-Salomon.

- Voyage autour de mon jardin (1845)
- Feu Bressier (1848)
- Fort en thème (1853)
- Les Soirés de Sainte-Adresse (1853)
- Histoires Normandes (1855)
- Au bord de la mer (1860)
- Une poignee de verites (1866)
- Livre de bord (1879–1880)

Acest articol conține text din Encyclopædia Britannica 1911, o publicație aparținând domeniului public. 